# Klipphausen (Cunewalde)
Klipphausen, auch Klipphäuser geschrieben, ist ein Ortsteil der Gemeinde Cunewalde im Landkreis Bautzen im Freistaat Sachsen.

## Geographie
Die Ansiedlung liegt am südlichen Fuße des 555,7 m hohen Czorneboh in einem vom Elzebach gebildeten kleinen Kessel und geht nach Süden in die Ortslage Mittelcunewalde über. Nordwestlich erhebt sich der 514 m hohe Hromadnik.

## Geschichte
Im Jahre 1681 bewilligte der sächsische Kurfürst Johann Georg III. dem Besitzer des Rittergutes Niedercunewalde, Wolf Rudolph von Ziegler und Klipphausen, die Gründung einer Ansiedlung „Klipphausen“ auf den Fluren des Gutes Niedercunewalde. 1685 lebten in „Klipphaus“ 15 böhmische Exulantenfamilien. Wolf Rudolphs Sohn ließ 1692 weitere Glaubensflüchtlinge aus Schlesien ansiedeln. Im Jahre 1840 bestand Klipphausen aus 30 Häusern, die sich um den Kessel des Elzebaches reihten. An einem der beiden darin befindlichen Teiche entstand die „Teichschenke“. Klipphausen war nie eigenständig, sondern bildete immer einen Gemeindeteil. Bis 1876 gehörte die Ansiedlung zur Gemeinde Mittelcunewalde, seither ist sie Ortsteil von Cunewalde. In der zweiten Hälfte des 20. Jahrhunderts entstanden in Klipphausen ein Stützpunkt für landwirtschaftliche Maschinen und anstelle der Ziegelei ein Betonwerk.
Klipphausen war bis 2018 staatlich anerkannter Erholungsort.
Am unteren Ortsausgang nach Mittelcunewalde befindet sich die „Buschmühle“. Die etwa 350 Jahre alte Mühle dient heute als Sägewerk. Das zugehörige Wohnhaus ist ein großes Umgebindehaus mit profilierten Säulen und einem schiefergedeckten Krüppelwalmdach. In Klipphausen sind mehrere ein- und zweigeschossige Umgebindehäuser erhalten.